# Hradenyci
Hradenyci – wieś na Ukrainie, w obwodzie odeskim, w rejonie bielajewskim. W 2001 roku liczyła 4668 mieszkańców.